# 간직한 것은 잊혀지지 않는다
《간직한 것은 잊혀지지 않는다》는 1998년 6월 5일에 MBC에서 방영한 베스트극장이다. 이 드라마는 한국 시단의 원로 김남조 시인이 쓴 콩트집 《아름다운 사람들》 중 〈소녀〉이 원작이다.

## 줄거리
시골에서 녹차 잎을 따며 생활하는 농아 세진에게 낯선 남자 동우가 나타난다. 그는 차 농장 주인의 아들로, 서울에서 대학을 다니다 꽃에 대한 사진을 찍으러 잠시 머물러 있었던 것. 동우에게 반한 세진은 그를 멀리서 지켜보며 그리움을 키워나가고, 그러던 중 그를 뒤에서 쫓아가다 동우의 오토바이게 크게 치이고 만다. 걱정이 되는 동우는 계속 세진의 안부를 살피지만 세진은 한사코 괜찮다하고, 동우는 곧 서울로 떠난다며 세진에게 조그마한 하모니카를 선물한다.

## 등장 인물

### 주요 인물
- 전도연 : 세진 역
- 소지섭 : 동우 역

### 그 외 인물
- 원미원 : 세진의 어머니 역
- 이기영
- 정은미 : 수진 역 - 세진의 동생